# Heinz König (Mathematiker)

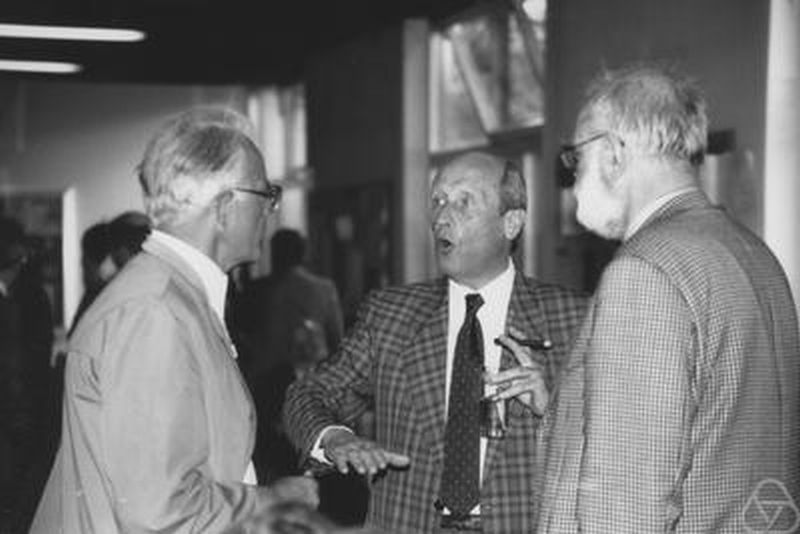
Heinz König (Mitte) im Gespräch mit Konrad Jacobs (rechts) und Dietrich Bierlein in Erlangen, 1988

Heinz König (* 16. Mai 1929 in Stettin; † 31. März 2024 in Saarbrücken) war ein deutscher Mathematiker, der sich mit Analysis beschäftigte.

## Leben
König studierte ab 1948 an der Universität Kiel, wo er 1952 bei Karl-Heinrich Weise promoviert wurde (Neue Begründung der Theorie der Distributionen von Laurent Schwartz). 1953 bis 1955 war er als Stipendiat der Deutschen Forschungsgemeinschaft in Kiel und Paris. 1955 wurde er Assistent an der Universität Würzburg, wo er 1956 habilitiert wurde. Ab 1957 war er Dozent an der RWTH Aachen, wo er 1959 außerplanmäßiger Professor wurde. 1962 wurde er Professor an der Universität Köln und seit 1965 ist er Professor an der Universität des Saarlandes. 1970/71 war er dort Dekan der Mathematisch-Naturwissenschaftlichen-Fakultät und von 1971 bis 1973 Prorektor. Außerdem war er Senatsbeauftragter für Internationale Angelegenheiten. Rufe an die Universitäten Kiel und Heidelberg lehnte er ab. Seit 1994 ist er dort Professor Emeritus. Er war unter anderem Gastprofessor am Caltech (1967/68), an der Witwatersrand-Universität und Gastwissenschaftler an der Australian National University.
König beschäftigte sich unter anderem mit Theorie der Distributionen, Hardy-Räumen, Maß- und Integrationstheorie, konvexer Analysis mit Anwendungen in den Wirtschaftswissenschaften.
1964 bis 1980 war er im wissenschaftlichen Rat des Mathematischen Forschungszentrums Oberwolfach, wo er seit 1966 zahlreiche Konferenzen organisierte oder mitorganisierte. 1977 bis 1981 war er Gründungsdirektor der Gesellschaft für Mathematik, Ökonomie und Operations Research (GMÖOR). Er war Gründungsmitglied im Heisenberg-Programm der Deutschen Forschungsgemeinschaft.
Er war Ehrendoktor der Universität Karlsruhe (1979) und erhielt 2006 die Otto Volk Medaille in Bronze der Universität Würzburg. Ab 1984 war er korrespondierendes Mitglied der Société Royale des Sciences de Liège und wurde in Luxemburg Offizier des Ordre Grand-Ducal de la Couronne de Chêne. Von 1965 bis 1994 war er Mitherausgeber des Archivs der Mathematik.
König starb unerwartet Ende März 2024. Seine Grabstätte befindet sich auf dem Hauptfriedhof Saarbrücken.

## Schriften
- mit Klaus Barbey: Abstract Analytic Function Theory and Hardy Algebras, Springer, Lecturenotes in Mathematics, Band 593, 1977
- Analysis I, Birkhäuser 1984
- mit Michael Neumann: Mathematische Wirtschaftstheorie, mit einer Einführung in die konvexe Analysis, Mathematical Systems in Economics, Band 100, Hain-Athenäum 1986,
- mit Robert Raeder: Vorlesung über die Theorie der Distributionen, Annales Univ. Saraviensis Ser.Math., Band 6, 1995, S. 1–213
- Measure and Integration: An Advanced Course in Basic Procedures and Applications, Springer 1997
- Grundlagen der Analysis, hrsg. von Klaus Barbey und Reiner Kallenborn, Birkhäuser 2024